# 49 del Lleó
49 del Lleó (49 Leonis) és un sistema estel·lar a la constel·lació del Lleó situat molt prop de l'eclíptica, 51 minuts d'arc a l'est de ρ Leonis. De magnitud aparent +5,67, s'hi troba a 428 anys llum del sistema solar.
49 del Lleó és, en primera instància, un estel binari la component principal del qual és una estrella blanca de la seqüència principal de tipus espectral A2V. Aquesta té una temperatura efectiva de 9.360 K i una lluminositat 116 vegades superior a la lluminositat solar. Amb una massa 3,73 vegades major que la del Sol, el seu radi és 4,1 vegades més gran que el radi solar. Gira sobre si mateixa amb una velocitat de rotació projectada de 23 km/s. La component secundària té una temperatura de 7.490 K i és 7 vegades menys lluminosa que la seva companya. La seva massa és 2,24 vegades major que la del Sol i és 2,43 vegades més gran que aquest.
Ambdós estels constitueixen una binària eclipsant, semblant a Algol (β Persei) o a ζ Phoenicis. Cada 2,445 dies, la lluentor de 49 del Lleó disminueix 0,09 magnituds quan té lloc l'eclipsi principal —en el qual l'estel secundari intercepta la llum de l'estel primari—, mentre que també hi ha un eclipsi secundari que provoca un descens de lluentor de 0,03 magnituds. Per això, 49 Leonis rep la denominació de TX Leonis en quant a estel variable.
Un tercer estel completa el sistema estel·lar. De magnitud aparent +8,10, visualment es troba a 2,18 segons d'arc de la binària. Té una massa de 1,69 masses solars i completa una òrbita al voltant de la binària cada 2.330 anys.